# Junkers Ju 288
Junkers Ju 288 - foi um bombardeiro médio alemão da Segunda Guerra Mundial. Desenvolvido como substituto do Ju 88, o Ju 288 tinha um desenho totalmente novo. Quando em 1943 foram cancelados muitos bombardeiros alemães o projeto do Ju 288 também foi abandonado e não se chegou a produzi-lo em série.
Apesar de o 288 nunca chegar ao estado de produção, e muito menos a ser operacional oficialmente, o avião teve limitadas missões de combate. Em 1944, depois do cancelamento do programa, os protótipos das series A e C restantes foram equipados às pressas com armamento defensivo e realizaram missões de reconhecimento na frente oriental. Realizaram muito poucas missões por falta de peças para reposição. Acredita-se que os 288's estiveram na mesma unidade em que os poucos Ju 388 de reconhecimento entraram em serviço.

## Variantes
- Ju 288 A - primeiros sete protótipos com motor BMW
- Ju 288 B - sete protótipos com fuselagem mais larga e mais armamentos defensivos
- Ju 288 C - oito protótipos finais com motor  Daimler-Benz DB 606 ou 610
- Ju 288 D - modelo de demonstração, um Ju 188 C com mais armamento na cauda
- Ju 288 G - modelo adaptado como "anti-navio" com um canhão 355,6 mm sem recuo